# Рогата морска кучка
Рогатата морска кучка (Parablennius tentacularis) е вид бодлоперка от семейство Blenniidae. Видът не е застрашен от изчезване.

## Разпространение и местообитание
Разпространен е в Албания, Алжир, България, Гибралтар, Грузия, Гърция, Израел, Испания, Италия, Кипър, Ливан, Малта, Мароко, Монако, Португалия, Румъния, Русия, Сирия, Словения, Тунис, Турция, Украйна, Франция, Хърватия и Черна гора.
Обитава крайбрежията на полусолени водоеми и морета. Среща се на дълбочина от 3 до 15 m.

## Описание
На дължина достигат до 15 cm.